# How Come U Don't Call Me Anymore?
How Come U Don't Call Me Anymore? è un brano musicale di Prince. Si tratta di una ballata romantica con elementi soul, R&B e gospel. Nella sua versione originale, il brano è stato pubblicato nel 1982 come B-side del singolo 1999. 
La canzone è uscita poi nella compilation del 1993 The Hits/The B-Sides. Inoltre è presente nella colonna sonora del film Girl 6 - Sesso in linea (1996) e in versione dal vivo nell'album One Nite Alone... Live! (2002).

## Versione di Alicia Keys
La cantante Alicia Keys ne ha realizzato una sua versione dal titolo How Come You Don't Call Me. Il brano è stato pubblicato come singolo nel 2002 ed è incluso nel suo album di debutto Songs in A Minor.
Una versione remix di questo brano è presente nell'album Remixed & Unplugged in A Minor (2002) ed è stata realizzata dai The Neptunes.

### Tracce
Maxi-Singolo
1. How Come You Don't Call Me (Original Radio Version) – 3:57
2. How Come You Don't Call Me (Neptunes Remix) – 4:23
3. How Come You Don't Call Me (Live Version) – 5:18
4. Butterflyz (Roger's Release Mix) – 9:11
5. How Come You Don't Call Me — Video

Promo CD Singolo
1. How Come You Don't Call Me (Radio Edit) – 3:31
2. How Come You Don't Call Me (Instrumental) – 3:59
3. How Come You Don't Call Me (Call Out Hook) – 0:10

12" Vinile
1. How Come You Don't Call Me (Neptunes Remix – Main) – 4:21
2. How Come You Don't Call Me (Neptunes Remix – Instrumental) – 4:21

### Video
Il videoclip di Alicia Keys è stato diretto da Little X e contiene riferimenti alla cultura popolare giapponese. Il video vede la partecipazione di Mike Epps.

### Classifiche
| Classifica (2002) | Posizione massima |
| ----------------- | ----------------- |
| Australia         | 29                |
| Germania          | 80                |
| Irlanda           | 32                |
| Paesi Bassi       | 73                |
| Regno Unito       | 26                |
| Stati Uniti       | 59                |
| Svizzera          | 60                |

## Cover
Tra gli artisti che hanno eseguito il brano come cover vi sono Stephanie Mills (1983), Joshua Redman (1998), Alicia Keys (2001), Bilal e Roger Cicero.